# Mestna hiša, Rovaniemi
Rovaniemijska mestna hiša je glavna občinska upravna stavba mesta Rovaniemi na  Finskem.
Stavbo je zasnoval priznani finski arhitekt Alvar Aalto in čeprav se je projektiranje začelo v 1960-ih kot del obnove središča mesta Rovaniemi, je bila stavba dokončana šele leta 1986 po Aaltovi smrti.
Mestna hiša je del kompleksa javnih in upravnih stavb, ki jih je zasnoval Aalto, ki se običajno imenujejo Center Aalto, skupaj z umetniškim in konferenčnim prostorom dvorana Lappia ter knjižnico Rovaniemi. Finska agencija za dediščino je kompleks označila in zaščitila kot nacionalno pomembno grajeno kulturno okolje (Valtakunnallisesti merkittävä rakennettu kulttuuriympäristö).
Objekt je sestavljen iz osrednjega bloka z več povezanimi trakti. Ključni prostori, kot so županova pisarna, sejna dvorana mestnega sveta in sejne sobe odborov, so postavljeni centralno ob glavnem vhodu. Zunanji materiali so podobni tistim na drugih stavbah centra Aalto, kar ustvarja skladno in enotno celoto.
Zunaj glavnega vhoda v stavbo je ogromna kamnita skulptura Vuorten Synty (»Rojstvo gora«) finskega kiparja Kaina Tapperja, dokončana leta 1988. Skulptura je dolga 120 metrov in ima največja višina 2,3 metra. Simbolizira ponovno rojstvo Rovaniemija po laponski vojni.